# Czarna wieża
Czarna wieża (ang. The Black Tower) – powieść P.D. James wydana w 1975 roku. W Polsce wydana po raz pierwszy w 1993 roku przez wydawnictwo Książnica. Przetłumaczona na język polski przez Zbigniewa Białasa.

## Treść
Londyński detektyw Adam Dalgliesh, w ramach rekonwalescencji po ciężkiej chorobie, przyjmuje listowne zaproszenie starego przyjaciela, pastora Baddeleya, i wybiera się do prywatnego domu opieki Toynton Grange, na wybrzeżu Dorset. Na miejscu zastaje odzianego w habit Wilfreda Ansteya oraz jego pomocników, którzy zajmują się kilkoma pacjentami poruszającymi się na wózkach inwalidzkich. Zanim jednak Dalgliesh dociera na miejsce, Baddeley umiera. Nieco wcześniej w ośrodku doszło też do niewyjaśnionego samobójstwa. Londyński detektyw, chociaż poważnie osłabiony po chorobie, postanawia przyjrzeć się dokładniej ponuremu ośrodkowi wzniesionemu nad skalistym brzegiem morza. 
Czarna wieża jest piątą z kolei powieścią P.D. James, w której głównym bohaterem jest detektyw Adam Dalgliesh. Cykl jego przygód obejmuje czternaście książek. Po raz pierwszy pojawił się w powieści Zakryjcie jej twarz (Cover Her Face) z 1962 roku. Dalgliesh pracuje w policyjnej służbie metropolitalnej w New Scotland Yard w Londynie w wysokiej randze (Commander), chociaż w pierwszej powieści z jego udziałem ma funkcję Detective Chief Inspector. Jest typem zamożnego detektywa intelektualisty. Pisze i publikuje poezje, mieszka nad Tamizą w dzielnicy Queenhithe w londyńskiej dzielnicy City; jest właścicielem Jaguara.

## Nagrody
1975 CRA Macallan Silver Dagger for Fiction.